# 科珀维克湾
科珀维克湾（英語：Koppervik）是南極洲的海灣，位於南喬治亞群島，處於布勒角西南面3.1公里的島嶼灣西北部，寬0.5公里，由英國海外領土管轄。